# Erich Lange (Tontechniker)
Friedrich Gustav Erich Lange  (* 30. Dezember 1898 in Berlin; † 17. Februar 1941 in Berlin-Wilmersdorf) war ein deutscher Tontechniker beim Film.

## Leben und Wirken
Über die Ausbildung des Tischler-Sohnes Friedrich Gustav Erich Lange ist derzeit nichts bekannt. Gleich bei einem der ersten deutschen Tonfilme, Die Nacht gehört uns, gehörte er dem Team des Tonpioniers Guido Bagier an. In gut einem Jahrzehnt betreute Erich Lange tontechnisch eine Fülle von zum Teil recht prominenten Filmen, darunter Richard Oswalds Schauermär Unheimliche Geschichten, Arnold Fancks Grönland-Expedition SOS Eisberg, Richard Eichbergs aufwändiges Double Feature Der Tiger von Eschnapur und Das indische Grabmal, Willi Forsts elegante Belle-Époque-Verklärung Bel Ami und die zum Teil im besetzten Polen gedrehte Kriegspropaganda Kampfgeschwader Lützow, seine letzte Arbeit. Lange starb an seinem ersten Hochzeitstag am 17. Februar 1941 durch eigene Hand: Er nahm eine Überdosis Veronal ein.

## Filmografie
- 1929: Die Nacht gehört uns
- 1930: Das lockende Ziel
- 1930: Das Land des Lächelns
- 1930: Brand in der Oper
- 1930: Stürme über dem Mont Blanc
- 1930: Boykott
- 1931: Panik in Chicago
- 1931: Der Zinker
- 1931: 24 Stunden aus dem Leben einer Frau
- 1931: Der brave Sünder
- 1931: Man braucht kein Geld
- 1932: Trenck
- 1932: Melodie der Liebe
- 1932: Das Schiff ohne Hafen
- 1932: Paprika
- 1932: Die unsichtbare Front
- 1933: SOS Eisberg
- 1933: Nordpol – Ahoi!
- 1933: Das Lied der Sonne
- 1934: Pappi
- 1934: Der Vetter aus Dingsda
- 1934: Regine
- 1935: Familie Schimek
- 1935: Viktoria
- 1935: Ein idealer Gatte
- 1936: Eskapade
- 1936: Das Schloß in Flandern
- 1936: Die Nacht mit dem Kaiser
- 1937: Die ganz großen Torheiten
- 1937: Der Tiger von Eschnapur
- 1937: Das indische Grabmal
- 1937: Die göttliche Jette
- 1938: Der Spieler
- 1938: Sergeant Berry
- 1939: Bel Ami
- 1939: D III 88
- 1939: Eine kleine Nachtmusik
- 1940: Falstaff in Wien
- 1940: Traummusik
- 1941: Kampfgeschwader Lützow